# Аорсы
Аорсы (др.-греч. Ἄορσοι) — ираноязычные племена, обитавшие до н. э. в низовьях Волги, являлись одним из кочевых восточных сарматских племён, занимавшее территории от Южного Урала до Нижнего Поволжья и Азовского моря.

## Этноним

### Эндоэтноним
Этноним аорсов связан с авестийским auruša- и осетинским ūrs или ors, что означает «белый».

### Экзоэтноним
По мнению Д. А. Мачинского, М. В. Скржинская, А. В. Симоменко, Е. В. Вдовченкова и других исследователей, с аорсами следует отождествлять еще один античный этноним: амаксобиев/гамаксобиев/хамаксобиев (лат. hamaxobii , греч. άμαξόβιοι от слов ἅμαξα — «повозка, телега, кибитка» и βίος — «жить»). С этой точкой зрения не согласен Ю. С. Гаглойти.

## Членение аорсов
Страбон выделяет 2 группы аорсов:
- верхние аорсы — многочисленные, живут в глубине континента;
- нижние аорсы — малочисленные, беглецы/изгнанники первой группы, живут в районе Танаиса (Дона и/или Северского Донца).

## Происхождение аорсов
Аорсы были родственны сако-массагетским племенам по языку и происхождению, ещё начиная с эпохи бронзы. Родство савромато-сармат Поволжско-Уральских и саков-массагетов Среднеазиатских областей второй половины I тыс. до н. э. установлено в частности и археологическими материалами. В прохоровской археологической культуре Приуралья — Поволжья, принадлежавшей аорсам, К. Ф. Смирнов отмечал сако-массагетские среднеазиатские элементы, сакский этнический компонент в составе аорсов подтверждают и последующие исследователи. Какая-то часть аорсов входила в массагетскую конфедерацию. Терминологически племенному имени аорсов могут быть указаны параллели также и на среднеазиатской почве в упоминаемых Плинием арсах в нынешнем Гиляне; арсийской называет Птолемей местность в Гиркании.

## Упоминания
| Автор                           | Работа                                         | Век      | Аорсы | Амаксобии |
| ------------------------------- | ---------------------------------------------- | -------- | --- | --- |
| Страбон                         | «География»                                    | I век    | После этого разделения мы заметим, что первую часть, начиная от северных стран и океана, населяют некоторые скифы, номады живущие в повозках; ближе к нам подле скифов живут сарматы, а также скифы, аорсы и сираки, простирающиеся к югу до Кавказских гор. Далее живущие народы между Меотидою и Каспием — кочевники, каковы набианы, панксаны, а также племена сираков и аорсов. Аорсы и сираки, как кажется, беглецы из среды народов обитающих выше, они севернее аорсов. Абеак, царь сираков, выставил 20,000 всадников, когда Фарнака овладел Боспором; Спадина, царь аорсов, выставил 200 тысяч, верхние аорсы еще больше. Они занимали большую страну, владели почти всем самым длинным Каспийским берегом, так что вели караванную торговлю индийскими и вавилонскими товарами, получая их от армян и медян; они носили золотые украшения, потому что были богаты. Аорсы жили вдоль Танаида, сираки вдоль Ахардея, который вытекает из Кавказских гор и впадает в Меотиду.                                                                                             | ...эта страна служит границею гамаксойкам, которые живут около Танаида, Меотиды и Борисфена. Но ведь теперь еще есть там так называемые гамаксойки и номады, занимающиеся скотоводством и питающиеся молоком, сыром и преимущественно кумысом:...                           |
| Помпоний Мела                   | «Описательная география»                       | I век    | - | ...за ними эсседоны вплоть до Меотиды, изгиб которой рассекает река Букес, и вокруг которой живут агафирсы и савроматы; поскольку вместо жилищ у них повозки, их называют амаксобиями.                                                                                      |
| Плиний Старший                  | «Естественная история»                         | I век    | Книга IV: ...то сарматы, или по-гречески савроматы, а из их числа гамаксобии, или аорсы; еще в других — выродившиеся или от рабов происходящие скифы, иначе говоря, троглодиты. Потом аланы и роксоланы. | Книга IV: ...то сарматы, или по-гречески савроматы, а из их числа гамаксобии, или аорсы; еще в других — выродившиеся или от рабов происходящие скифы, иначе говоря, троглодиты. Потом аланы и роксоланы.                                                                    |
| Плиний Старший                  | «Естественная история»                         | I век    | Книга VI:Выше приморских его владений и племени удинов простираются земли сарматов, утидорсов и пахарей, а в тылу их живут уже упомянутые амазонки и савроматиды. реки Мандр, Хиндр, а дальше [живут] хорасмы, гандары, парианы, заранги, арасмы, маротианы, арсы, гелы, которых греки назвали кадусиями, матианы; | - |
| Тацит                           | «Анналы»                                       | II век   | Книга XII: ...стали искать поддержки извне и направили послов к Эвнону, правившему племенем адорсов И вот, построившись походным порядком, они выступают: впереди и в тылу находились адорсы... ...и тот, подняв Митридата с колен, хвалит его за то, что он предпочел предаться племени адорсов и лично ему, Эвнону... | - |
| Клавдий Птолемей                | «Географическое руководство»                   | II век   | Книга III: ...ниже их омброны, далее анартофракты, затем бургионы, далее арсиеты, сабоки, пиенгиты и биессы возле Карпатских гор. Книга V: ...за ними агафирсы, затем аорсы и пагириты; Книга VI: Населяют же [часть] этой Скифии, всю [обращенную] к северу, вплотную к неизвестной [земле], так называемые аланы скифы, и суобены, и аланорсы... Салатеры и зариаспы занимают Северную Бактрию вдоль реки Оксос; к Югу ниже салатеров находятся хомары; ниже их находятся комы, затем акинакии, затем тамбизы; ниже зариаспов находятся тохары, большой народ; ниже них находятся марикапы и скорды и уарны, а еще ниже находятся сабадии и ореситы и амареи. Оригинальный текст (англ.)The Salaterai and the Zariaspai occupy northern Bactria along the Oxos river; toward the south below the Salaterai are the Chomaroi; below whom are the Komoi, then the Akinakai, then the Tambyzoi; below the Zariaspai are the Tochari, a large people; below these are the Marykaopo and Skordai and the Ouarnoi, and still below these are the Sabadioi and Oreisitoi and Amareis. | Книга III: ...по всему берегу Меотиды - язиги и роксоланы; далее за ними в глубь страны - гамаксобии и скифы-аланы. ...ниже вибионов до алаунов стурны, а между алаунами и гамаксобиями – карионы и саргатии. ...между гамаксобиями и роксоланами – ревканалы и эксобигиты; |
| Ипполит Портский                | «Происхождение»                                | III век  | - | А сарматов племена и поселения: амаксобии, греко-сарматы. |
| -                               | «Хронограф 354 года»                           | IV век   | - | 188. Теперь сарматских народов и племен два: амаксобии и грекосарматы. Оригинальный текст (лат.)188. Sarmatorum autem gentes et acolae sunt II: Amaxobii et Grecosarmates.                                                                                                  |
| -                               | «Excerpta Latina Barbari»                      | V век    | - | От сарматов происходят два народа и поселенца: амаксобии и грекосарматы. |
| Марциан Капелла                 | «О браке Филологии и Меркурия»                 | V век    | - | Затем следует Скифский берег, покрытый весьма разнородным варварским населением: там живут геты, даки, сарматы, амаксобии, троглодиты, аланы, все протяжение Германии. |
| -                               | «Пейтингерова карта»                           | I—V века | Сегмент IX, раздел 5: Arsoae — около народа Amazones Сегмент X, раздел 1: Arsoae — около города Hermonassa | Сегмент VII, раздел 2: Amaxobii Sarmate — напротив города Viminatio |
| Псевдо-Захария                  | «Церковная история»                            | VI век   | Соседний с ними народ ерос, мужчины с огромными конечностями, у которых нет оружия и которых не могут носить кони из-за их конечностей. | - |
| Стефан Византийский             | «Описание племен»                              | VII век  | Аорсы - народ [скифский], о котором [упоминает] Страбон в XI книге... | - |
| Анания Ширакаци                 | «Ашхарацуйц»                                   | VII век  | - | 25. воспуры, 26. цанары, у которых проходы Аланский и Цекан, 27. туши, 28. хуши, 29. кусты, 30. антропофаги, 31. цхаваты, 32. гудамакары136, 33. дуичики, 34. дидоци, 35. леки                                                                                              |
| -                               | «Баварский географ»                            | IX век   | Атторосы имеют 148 [городов], народ свирепейший. | - |
| Дудо Сен-Кантенский             | «О нравах и деяниях первых герцогов Нормандии» | XI век   | - | И пространство этой земли населяют свирепые и воинственные люди, которых вдохновляет Марс, а именно: геты, они же и готы, сарматы, амаксобии, трагодиты и аланы, а также многие другие, которые живут в Меотийских болотах, возделывая там землю.                           |
| Адам Бременский                 | «Деяния габсбургских епископов»                | XI век   | - | Амаксобии, аримаспы, агафирсы. |
| Гервасий Тильберийский (спорно) | «Эбсторфская карта»                            | XIII век | - | Здесь, между океаном и Дунаем, сходятся аланы, скифы, даки, аноксобии, троглодиты, сарматы; |

## История аорсов
Древние авторы сближали их аорсов с другим сарматским племенем — сираками. Впервые они упомянуты в «Географии» Страбоном. Аорсы долгое время были наиболее влиятельным племенем среди восточных сарматов. По Страбону, на рубеже нашей эры аорсы делились на верхних, и нижних. Верхние аорсы, жившие в Западном Прикаспии, ведшие караванную торговлю, были богаче и многочисленнее.
Нижние аорсы, следует полагать[почему?], размещались южнее верхних и занимали большую часть равнинного Предкавказья восточнее сираков, включая Ставропольскую возвышенность, Северо-Восточный Кавказ и достигали предгорий Кавказского хребта. Если земли верхних аорсов в значительной части представляли сухие аридные степи, то земли нижних аорсов были благоприятнее и в изобилии давали корм для скота.
Позднее, главенствующее положение в землях аорсов заняло другое сарматское племя, вероятно, родственное аорсам, — аланы, которые, по словам автора IV века Аммиана Марцеллина, «мало-помалу постоянными победами изнурили соседние народы и распространили на них своё имя».

## Связь с Яньцай
Китайский посол Чжан Цянь, посетивший во II веке до н. э. Канцзюй (Кангарию), приводил сведенья о стране Яньцай (奄蔡б Yentsiai) в 2000 ли на северо-запад от Канцзюя. Яньцай часто отождествляется с аорсами (Ar-sai -> Yen-tsiai). По обычаям сходны с Канцзюем, могут выставить 100 с лишним тысяч конных лучников. Живут у моря с низкими берегами — Бэйхай (北海, Северное море), вероятно Каспийское море.
В конце I н. э. эти же земли названы Аланией (阿蘭聊, Alanliao).

## Связь с арсиями
Имена Арсия и Арса, упомянутые Аль-Масуди и Аль-Гарнати в X—XII веках, могут быть связаны между собой.
Некоторые исследователи склонны связывать наёмную гвардию хазарских царей — Ал-ларисия, с аорсами, представители которых к IX веку были вынуждены переселиться в пределы Хазарского каганата по причине разразившейся на их родине войны и эпидемии.

## Археология аорсов
C аорсами возможно связано население прохоровской археологической культуры (IV в. до н. э.) в степях Южного Приуралья. По мнению К. Ф. Смирнова, ведущую роль в сложении аорского союза племён сыграли наиболее богатые и могущественные роды бассейна р. Илек (левый приток р. Урал), уже в V в. до н. э. для погребения умерших сородичей использовавшие столь характерные формы могил — катакомбу и подбой, напоминавшие подземные склепы — камеры. В этом древнем кочевом населении К. Ф. Смирнов не без основания указывает протоаорсов, а для более позднего времени — верхних аорсов Страбона. Несколько позже, в своей посмертной монографии К. Ф. Смирнов пишет: «Там зарождаются уже в савроматское время главные формы погребальных сооружений и общего погребального обряда сарматов — подбойные и катакомбные могилы и могилы с „заплечиками“; уже довольно широко распространяется южная ориентировка погребённых; впервые возникает тенденция к диагональному расположению покойников» и т. д.

## Известные цари аорсов
- Спадин — середина I века до н. э.
- Эвнон — 2-я четверть I века.
- Умабий — упомянут в надписи под 62 г.

Предположительно цари аорсов:
- Фарзой — 50-е — 70-е годы.
- Инисмей — 70-е — 80-е годы.

## Аорсы на картах

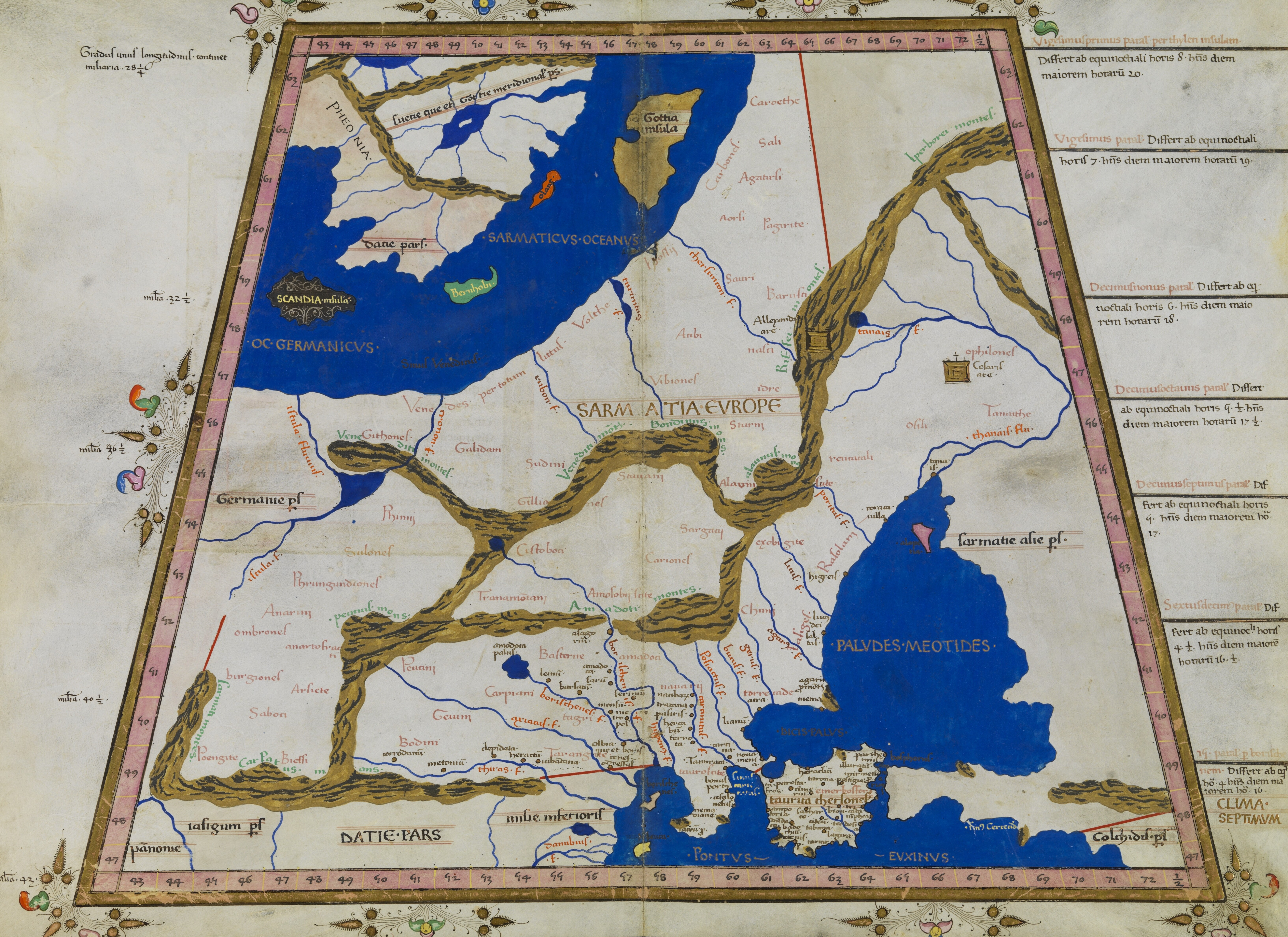
Аорсы на карте Европейской Сарматии обозначены на берегу Балтики (около 150 года н. э.)
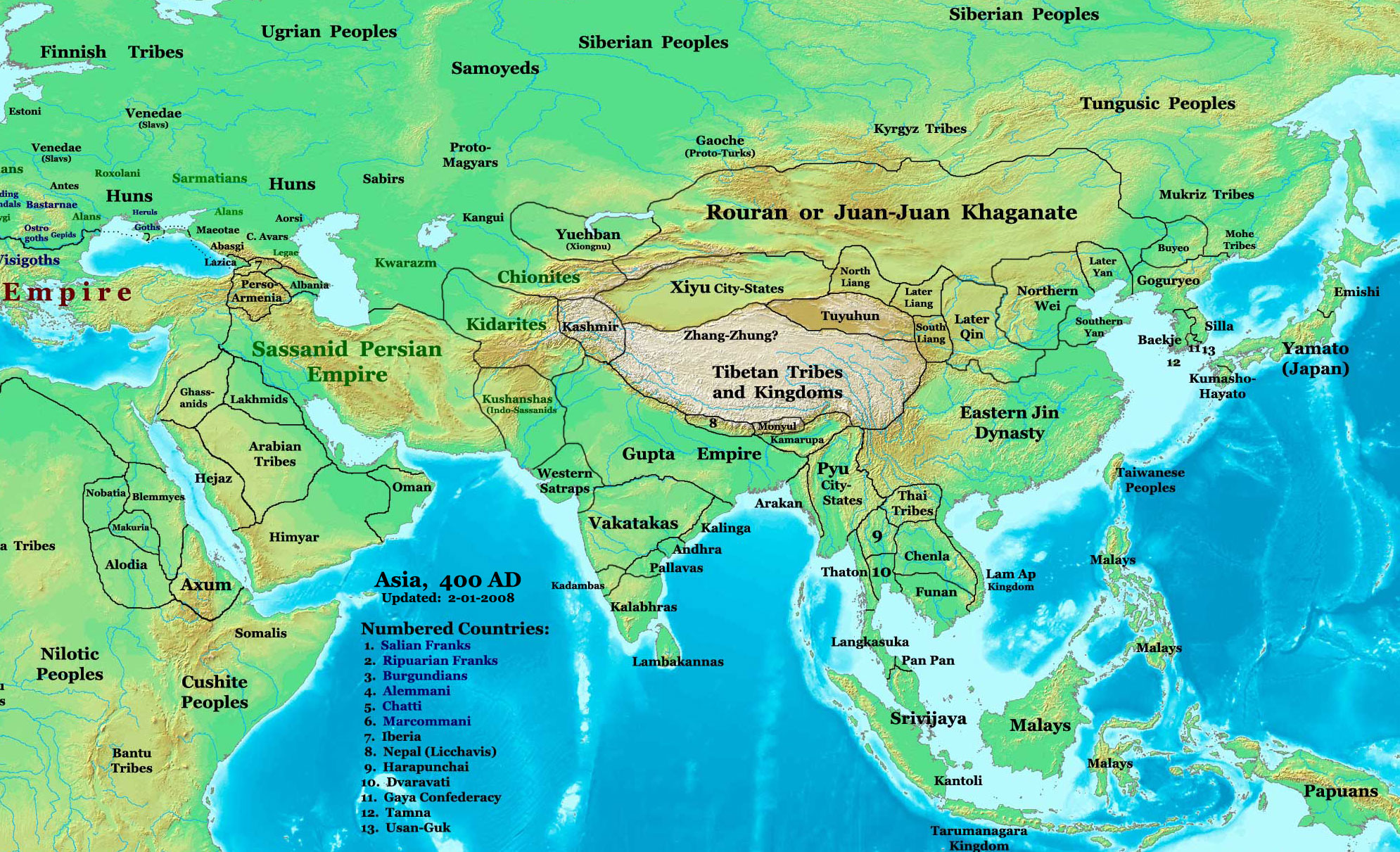
Аорсы (Aorsi) у северного побережья Каспийского моря около 400 года н. э.